# 降鬼一族
《降鬼一族》（又译作）是於1999年由Sony Computer Entertainment Inc.在PlayStation上所發行的RPG遊戲。遊戲製作人是桝田省治，開發公司為株式会社アルファ・システム（Alfa System Co.,Ltd.）。2011年時移植於PSP平台上，由當年參與製作的原班人馬親自操刀重製，畫面全面翻新強化，並追加新劇情、新角色與新系統等豐富新要素。

## 故事內容
故事背景是在日本古代的平安時代，京城被朱點童子為頭目的鬼怪們所襲擊，破壞殆盡。發現事態嚴重的天皇集結了勇士們，以打倒住在大江山的朱點童子為目標，但是卻連其一根指頭都沒碰到就戰敗了。

其中，お輪和源太這對夫妻攻進朱點童子的居城‧朱點閣。兩人奮鬥至此，源太便因朱點童子的陷阱而死，お輪也因朱點童子挾持其幼子而被抓住。

然後朱點童子對這襁褓中的嬰兒施了兩個詛咒。一個是生後僅於一年半到兩年以內就會死亡的短命詛咒、另一個是無法與人類繁衍子孫的種族滅絕詛咒。

而另一方面，擔憂著人間界的眾神們，看到了事情的始末後，決定要幫助這受到詛咒的嬰孩。

因眾神而得救的源太和お輪的孩子，接受從天界派來的イツ花的幫助，得以透過交神之儀和神延續子孫。於是，此族在達成打倒朱點童子這悲願前，必須不斷的戰鬥下去。

## 登場人物
主角一族
被朱點童子所打敗的源太與お輪的後代。
一之花／イツ花（いつか）（配音員：吉田古奈美）
從天界為了來幫助主角一族的少女。性格脫線，據本人說「不會感冒是唯一可取之處」。工作從參加城內住民自治會到跟鄰居寒暄，甚至是一族的小孩第一次佩帶的武器與防具的製作都可行的超級女僕。名字的由來是把「人」字改一下变成「イ」，「川」字变成「ツ」，合起来的「イツ花」如同其字面上的意思“五朵花”，暗指有五片花瓣的桔梗。
黄川人（きつと）（配音員：高山南）
自稱來自天界的使者。擁有紅色毛髮的美麗少年。在遊戲的後半會訴說故事中重要的插曲。且，本人說自己以前有過個姊姊。名字的由来與一之花對應，把「桔梗」的第一個字（日文中的發音為“き”，有“黃”的意思）取出來即是「黄」、「ツ」字變成「川」、「イ」字變成「人」。另外在遊戲說明書中也寫了他的名字和一之花合起來就是「いつかきっと」（有朝一日一定會……）。
源太（げんた）（配音員：屋良有作）
一族初代當主的父親。被朱點童子殺害後寄宿在当主ノ指輪、守護著主角一族。
阿輪／お輪（おりん）（配音員：小山茉美）
主角一族初代當主的母親，同時也是天神。
朱点童子（しゅてんどうじ）（配音員：堀内賢雄）
妖怪們的大頭目，以大江山為根據地。將抱持著憤怒與怨恨而死的動物跟人，或是物品變成妖怪，想使世界陷入災禍之中。
少女／若い娘（配音員：根谷美智子）
真正身份為朱點童子。設下陷阱將源太殺死。
雷電五郎（ライデン ゴロウ）太刀風五郎（タチカゼ ゴロウ）
天界之神。教導為寒冷所苦的下界人類們所禁止始用的火與風的操控方法。但人類卻將火與風當成紛爭的道具而絕望不已。
大江捨丸／大江ノ捨丸（オオエノステマル）
大江山討伐隊的一員。是主使逮捕片羽ノお業的人。
敦賀真名姬／敦賀ノ真名姫（ツルガノマナヒメ）
擁有人魚姿態的神明。多次在下界以人魚的樣貌出現。被迷信於人魚肉有不老不死效果的獵人捕捉，並且將肉取下後發現這是沒有意義的事還是遭多次毒手而開始痛恨人類。
九尾吊ノお紺／九尾吊りお紺（クビツリオコン）（配音員：ならはしみき）
鳥居千萬宮的主人。本來是普通的人類。受到自己所撿回來的小孩影響，所買的彩券一次一次的中獎開始幸福的生活，但因丈夫拿了錢人間蒸發，絕望中上吊自殺。
赤貓阿夏／赤猫お夏（アカネコオナツ）
眾神之一。與昼子水火不容而不斷的起爭執。因在天界放火而被昼子放逐。「赤猫」為放火的隱喻。
祟良親王（アガラシンノウ）
鎮魂墓的主人。生前為皇帝的親弟弟。品行優良且人望高而受哥哥怨恨，以無實之罪殺害。
片羽阿業／片羽のお業（カタハノオゴウ）
天女。愛上下界的人類男人且成為夫妻…。在開頭動畫裡所敘述的天女就是片羽のお業。
冰之皇子／氷ノ皇子（コオリノオウジ）（配音員：森川智之）
天界裡實力一流的男性神明。
太照天昼子（タイショウテン ヒルコ）（配音員：吉田古奈美）
天界的女神。在故事的序盤概略的敘述了主角一族的事。

## 用語

### 一族與天界的相關用語
短命的詛咒
朱點童子下在一族身上的二個咒其一。一族的成長快速，但相對的壽命只有生後一年半至二年。
絕種的詛咒
二個咒的其二。不能與人類生下子嗣。但是，與神之間卻可能生下下一代，所以一族便要不斷的執行交神之儀，以延續一族的血脈。
當主
「源太與阿輪之子」為初代當主，其後只要當主逝世之際就必須由一族的其中一人來繼承成為下一代當主。若是當主逝世時族內無人可繼承，遊戲便結束。
第二代之後的當主是可以指名的，成為當主的族人必需同時繼承初代當主之名，在把當主的位子交給下一位族人前（也就是逝世之前）名字都會是初代當主的名字（不過在一族史等過去記錄中，即使仍活著還是會顯示本來的名字）。
交神之儀（交神の儀）
族人與神交合、生子的儀式。生後八個月便可交神，執行交神之儀會強制過一個月。
交神之儀過後二個月新的小孩才會到來。但，若是滿了二個月但仍在討伐中的話，小孩便會在回京時才會誕生。
神
在這個遊戲中的神，指的是找到不老不死的方法，而離開凡間的"人"。最初一共有108個神，但其中多數因朱點童子的詛咒而變成了妖怪(尚未解放的神會以「行蹤不明（行方不明）」表示)。族人中表現傑出的人物可登入為氏神。
朱之首輪（朱ノ首輪）
因朱點童子的詛咒而變成妖怪的神可以在戰鬥中取得朱之首輪解放。但是詛咒是因神而異，有的在滿足某些「條件」前是得不到朱ノ首輪的。

### 戰鬥相關用語
術
與一般RPG的魔法一樣。術的名稱以神的名字命名居多。在這個遊戲中提升攻擊力、提升回避率等的 補助系法術可累加發揮威力。
奥義
以角色自身的健康度來換取強力的攻擊。奥義會因職業而異（每個職業各有四個種類的奥義存在）。且奥義的名稱會以發明者的名字命名。（但是，若發明者為「當主」時，會以「初代當主」的名字來命名。）
狂熱赤火
在迷宮内討伐時顯示剩餘時間的「青火」中，有時會有稱為狂熱赤火的「赤火」出現。在這時間內，會以極高的機率得到難以入手的寶物。
隊長
出擊隊（最大4名）之中若是包含當主的場合便會直接以當主做為隊長。不包含當主的情況下必需在出擊隊中選出一名族人任命為隊長。

## 職業
新的孩子出生時，同時就要決定名字和職業。職業一旦決定就不可更改。
雖然最初可以選擇的職業只有劍士、薙刀士、弓箭手，但是只要能將指南書拿到手，最多能增加到八種職業。
以下是關於職業的種類及特徵的說明。(以外，初代當主和第一個小孩的職業分別固定為劍士、薙刀士。)
劍士（剣士）
一開始可以選擇。武器是刀。
攻擊力‧防禦力都很高，擁有穩定的能力。不過，在攻擊時除了奧義和術之外都只能攻擊敵前列的一體、而且為了攻擊自己也必須要站在前列才行。
薙刀士
一開始可以選擇。武器是薙刀。
雖然攻擊力是在中上程度，但是攻擊範圍大很好操作(防禦力高)。薙刀在特質上，多為女性專用的武器。
弓使（弓使い）
一開始可以選擇。武器是弓。
攻擊力很高，但是防禦力稍稍偏低。雖然只能攻擊一個敵人，因為哪一個敵人都可以攻擊，可以從一開始就狙擊大將。因為使用的是弓箭等道具，不論是前列還是後列都可以戰鬥，不過因為防禦力的關係，基本上都安排在後列。
槍使（槍使い）
得到槍的指南就可以選擇。武器是槍。
攻擊力和防禦力的方面都很高，從前列攻擊的話，會貫穿前列敵人，也能給予後列的敵人相當程度的傷害。
拳法家
得到拳的指南就可以選擇。武器是拳爪。
攻擊力和守備力一般，不過迴避率高、在攻擊時也常會重覆出連續攻擊。再者，在全部的職業中素質以及高準確率是能最快拿到的。
破壞屋（壊し屋）
得到槌的指南就可以選擇。武器是槌。
攻擊力及守備力都是最高的，但是素質和術的能力卻是成長最慢的。迷宮中Boss級的角色以外的敵人，幾乎是一擊就能打倒，但是因為命中率不高，即使在最重要的時刻打不到敵人也不奇怪。
大筒士
得到筒的指南就可以選擇。武器是單發槍和霰彈槍。
單發槍對敵單體具有和弓同等的攻擊力。另一方面，雖然霰彈槍的攻擊力低一點點，但是攻擊前列的話所有敵人都會攻擊到，攻擊後列的話敵前列也能給予傷害。 缺點是防禦力最低，以及預備的大筒有容易被偷的危機。
舞蹈屋（踊り屋）
得到扇的指南就可以選擇。(指南書中最難拿到)武器是扇。
攻擊力最低，但卻能自由選擇攻擊敵前列或敵後列。本身的守備力雖低，但因為專用防具很多，而比大筒士稍微高一些。特徵是術的威力很強，學習術的速度也相當快，僅次於拳法家。

## 相關商品
CD『「俺の屍を越えてゆけ」オリジナル・サウンドトラック』
SME・ビジュアルワークス 發行
1999年7月23日
攻略本『俺の屍を越えてゆけ公式指南書～ソノ血、絶ヤサヌ為ニ～』
ファミ通書籍編集部 編
エンターブレイン 發行
2000年6月
小説『俺の屍を越えてゆけ～呪われし姉弟の輪舞（ロンド）～』
海法紀光 著
エンターブレイン 發行
2003年2月
PSP『俺の屍を越えてゆけ』
日文原名：俺の屍を越えてゆけ
英文譯名：Ore no Shikabane o Koete Yuke
2011年11月10日

## 外部連結
- アルファシステム 降鬼一族公式網頁（日文） （页面存档备份，存于）
- MARS 降鬼一族公式網頁（日文）